# قبة الشفاء (حارة)

تعديل مصدري - تعديل

حاره قبة الشفاء هي إحدى حارات حي يريم بمدينة يريم أحد مدن محافظة إب، بلغ تعداد سكانها 142 نسمة حسب تعداد اليمن لعام 2004.